# Trichopodus
Genre
Synonymes
- Deschauenseeia Fowler, 1934
- Lithulcus Gistel, 1848

Trichopodus (anciennement inclus dans Trichogaster,) est un genre de poissons tropical d'eau douce ou poissons labyrinthe dits gouramis, d'une famille rencontrée en Asie du Sud-Est. Les gouramis du genre Trichopodus sont étroitement liés à ceux du genre Trichogaster (anciennement Colisa), les espèces des deux genres ont de longues nageoires pelviennes "files" (appelés «antennes» dans l'aquariophilie commerciale) utilisées pour détecter l'environnement. Cependant, les espèces du genre Trichopodus ont une base plus courte au niveau de la nageoire dorsale et qui à maturité sexuelle, sont beaucoup plus grandes. Le gourami peau de serpent (T. pectoral) plus grande espèce du genre, capable d'atteindre une longueur de plus de 25 cm.

## Popularité en aquariophilie
Avec les espèces du genre Trichogaster, les Trichopodus sont des gouramis très populaires dans le commerce aquariophile. Le gourami à trois taches (T. trichopterus), avec ses différentes variantes de coloration sélectionnées, chacune connue sous un nom commercial différent, c'est peut-être le gourami d'aquarium le plus commun. 

## Alimentation humaine
Les espèces du genre Trichopodus sont également utilisées comme nourriture dans leur aire de répartition naturelle. Le gourami peau de serpent, en particulier, est l'un des cinq premiers issus de l'aquaculture des poissons d'eau douce en Thaïlande.

## Espèces
Le genre Trichopodus regroupe pas moins de 6 espèces décrites : 
- Trichopodus cantoris (Günther 1861)
- Trichopodus leerii (Bleeker, 1852) (Gourami perlé)
- Trichopodus microlepis (Günther, 1861) (Gourami clair de lune ou Gourami rayon-de-lune[5])
- Trichopodus pectoralis Regan, 1910 (Gourami peau de serpent)
- Trichopodus poptae Low, H. H. Tan & Britz, 2014[6]
- Trichopodus trichopterus (Pallas, 1770) (Gourami bleu)

## Galerie

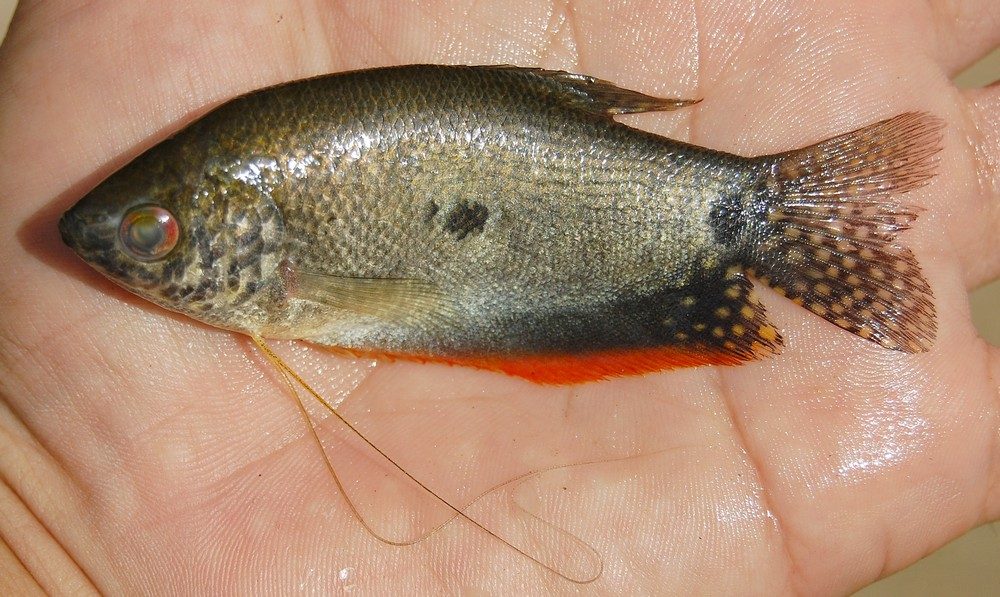
Trichopodus trichopterus (sauvage)
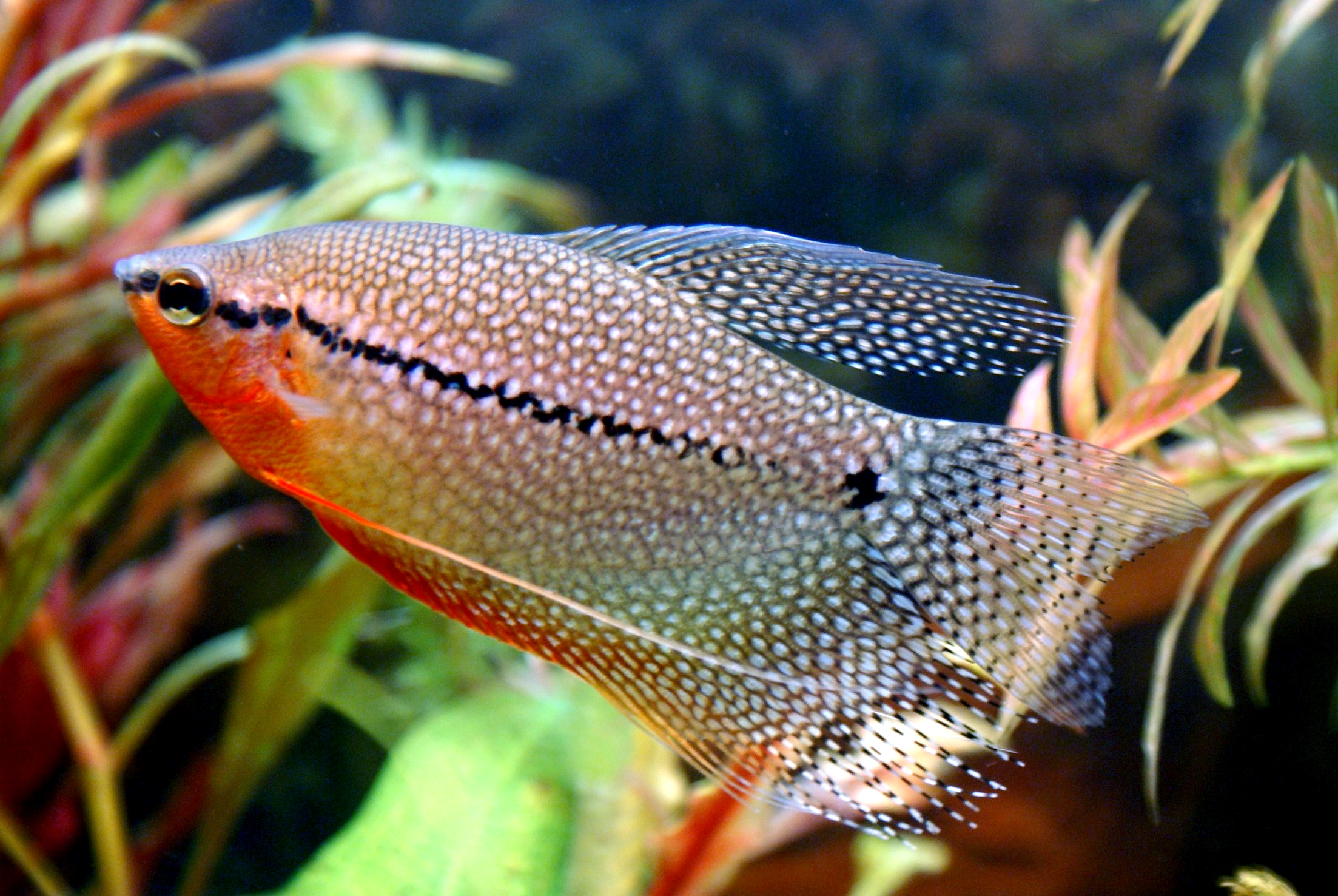
Trichopodus leerii
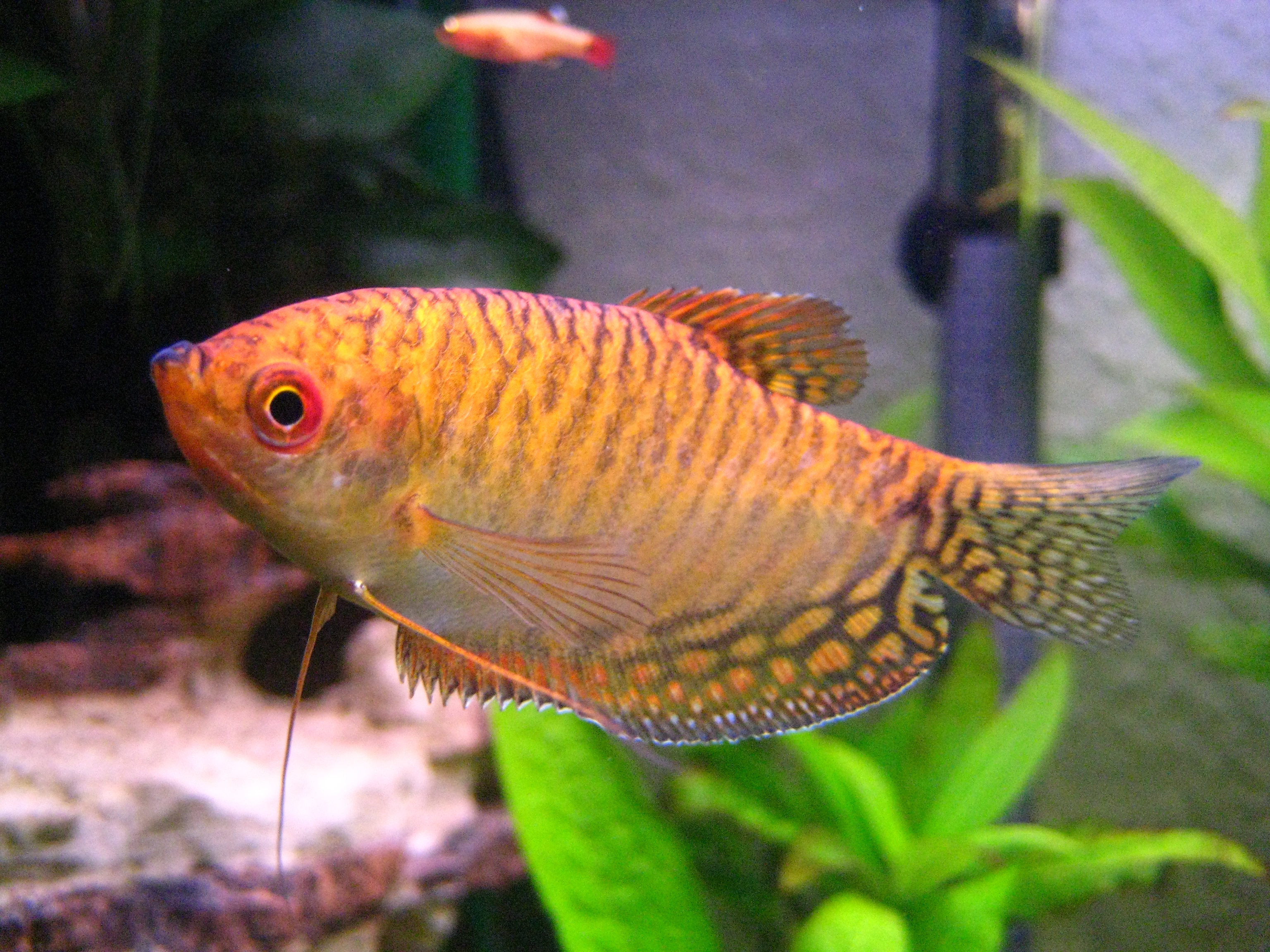
Trichopodus trichopterus variété jaune
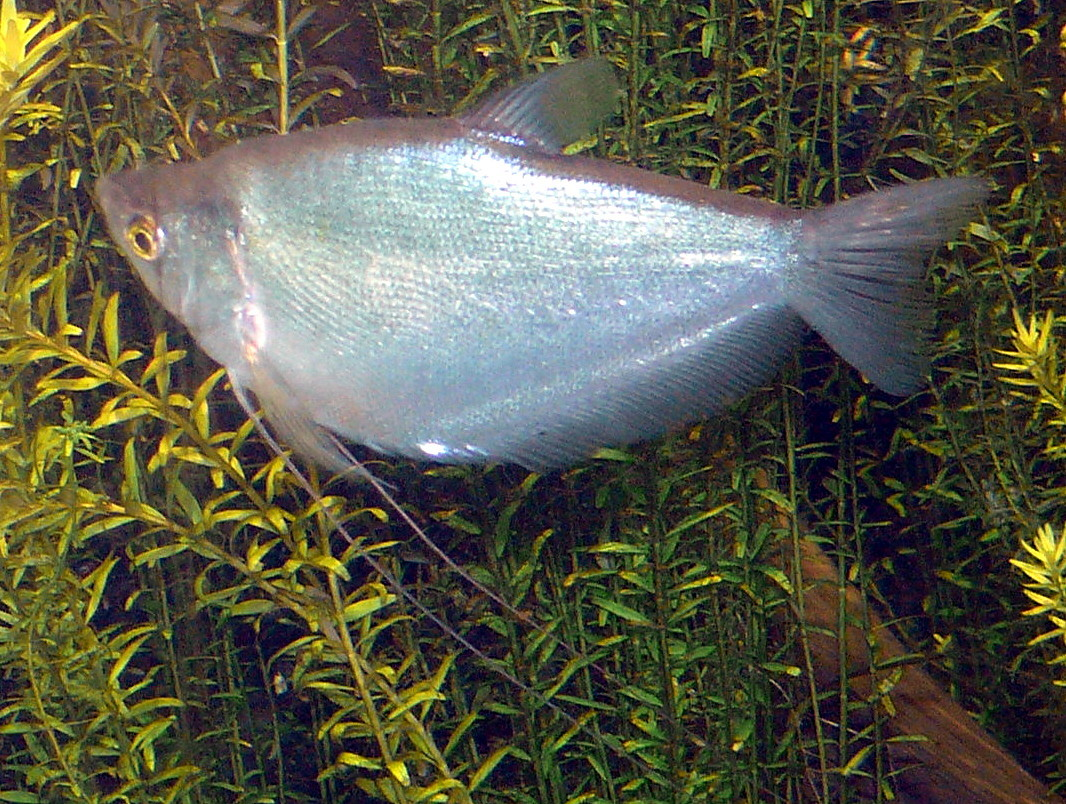
Trichopodus microlepis
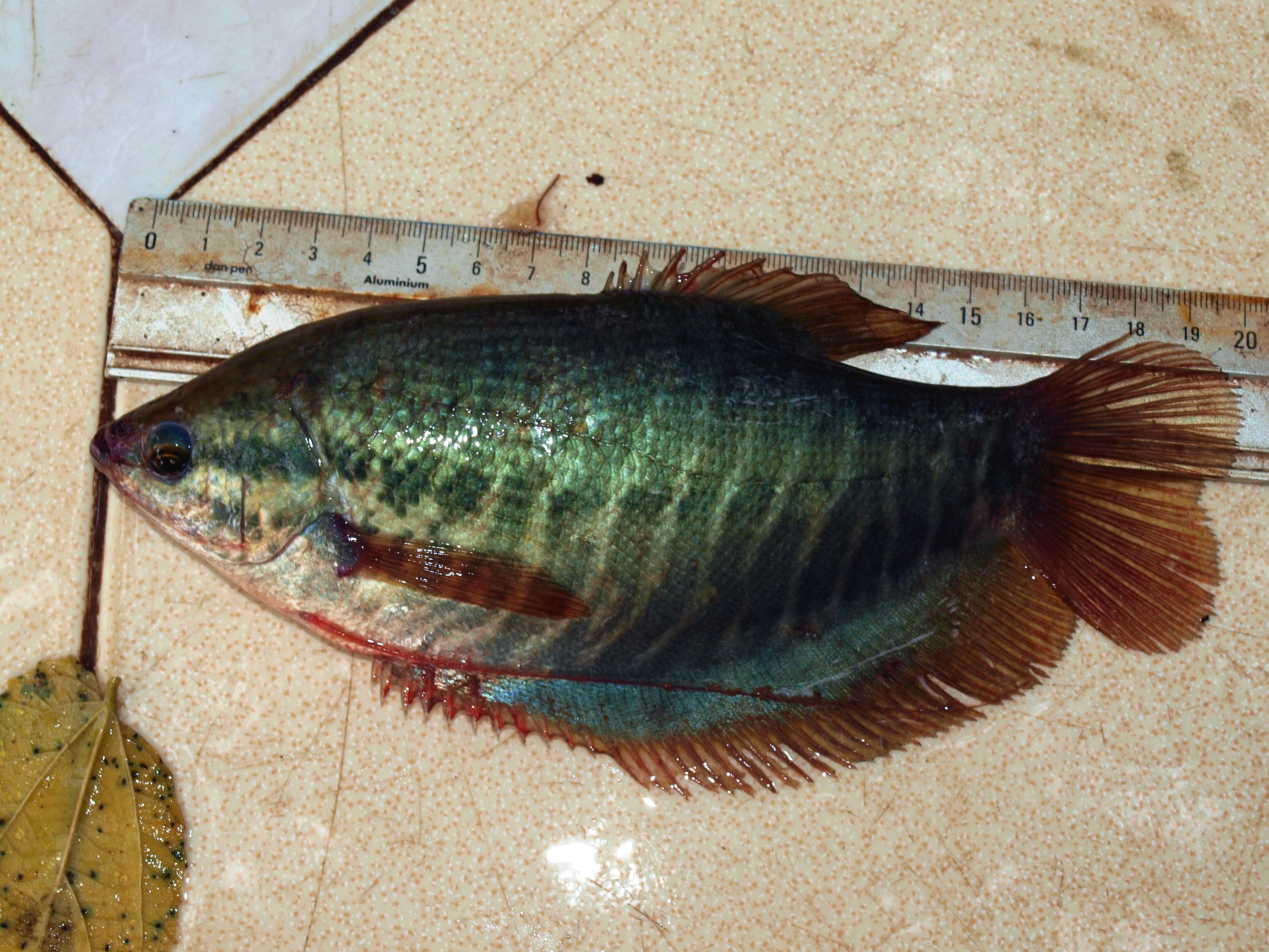
Trichopodus pectoralis